# Ambrogio Merodio
Ambrogio Merodio (Taranto, 1590 circa – 1684) è stato uno storico e teologo agostiniano italiano.

## Biografia
Nato agli inizi degli anni novanta del XVI secolo, scelse la vita monastica ed entrò come novizio nel locale convento di Sant'Agostino. Diede presto prova del suo valore in campo teologico e religioso. Conseguì il grado dottorale di "Magister Sacrae Theologiae" e partecipò al capitolo generale agostiniano a Roma nel 1616, con la qualifica di Discretus della sua provincia.
Intorno al 1660 venne trasferito in Sardegna dove assunse la carica di Dottore collegiale della Generale Università di Sardegna in Cagliari e di Definitore della provincia agostiniana di Sardegna. In virtù di questa carica, prese parte nel 1661 al Capitolo Generale romano.
Dopo il 1665 ritornò a Taranto dove divenne teologo dell'ordine diocesano e si dedicò alla composizione della sua Istoria Tarentina completata fra il 1681 e il 1682. Sempre nel 1682 tenne un'orazione funebre in memoria dell'arcivescovo tarantino Tommaso Sarria. Negli ultimi anni della sua vita fu eletto Provinciale della Provincia agostiniana di Puglia.
Morì nel 1684 all'età di novant'anni.

## Opere
- Ambrogio Merodio, Istoria Tarentina, a cura di Cosimo Damiano Fonseca, Taranto, Mandese Editore, 1998.